# Hans Jorritsma
Hans Jorritsma (Lochem, 19 maart 1949) is een voormalig Nederlands hockeyspeler en hockeycoach. Hij was ook teammanager bij de Nederlandse voetbalbond.
Jorritsma begon zijn sportcarrière als speler bij de hockeyclub Amsterdam. Van 1973 tot 1978 speelde hij als hockey-international. Hij kwam eenmaal uit op de Olympische Spelen. Dat was als 27-jarige bij de Olympische Zomerspelen 1976 in Montreal. Daar behaalde hij met het Nederlands team een vierde plaats.
Tijdens het wereldkampioenschap hockey in Buenos Aires in 1978 bezocht hij het Plaza de Mayo, schreef een dagboek in opinieblad Vrij Nederland en zocht hij contact met de betogende Dwaze Moeders. Hij weigerde uiteindelijk zijn zilveren medaille in ontvangst te nemen uit handen van dictator Jorge Videla.
Van 1987 tot 1990 en van 1991 tot 1993 was hij bondscoach van de Nederlandse mannenploeg. Daarmee werd hij in 1990 wereldkampioen mee. Daarna werd hij in 1994 als Pakistaans bondscoach wereldkampioen ten koste van Nederland.
In de periode 1996-2017 was Jorritsma in dienst van de KNVB als teammanager en adviseur van de bondscoach, alsmede directie van de bond.
Jan Albers · 
André Bolhuis · 
Theodoor Doyer · 
Geert van Eijk · 
Imbert Jebbink · 
Hans Jorritsma · 
Wouter Kan · 
Coen Kranenberg · 
Hans Kruize · 
Wouter Leefers · 
Paul Litjens · 
Maarten Sikking · 
Ron Steens · 
Tim Steens · 
Bart Taminiau · 
Rob Toft ·
Coach: Wim van Heumen